# Abell 3266
Abell 3266 — скопление галактик южного полушария неба. Является частью сверхскопления Часов. Скопление является одним из крупнейших в южном полушарии и одной из крупнейших концентраций массы в ближайшей Вселенной.
На кафедре физики в университете Мэриленда, округ Балтимор обнаружили, что большая масса газа движется сквозь скопление со скоростью 750 км/сек. Масса в миллиарды солнечных масс, приблизительно 3 миллиона световых лет в диаметре и является самым крупным в своем роде в настоящий момент (июнь 2006 года).